# Пінетки

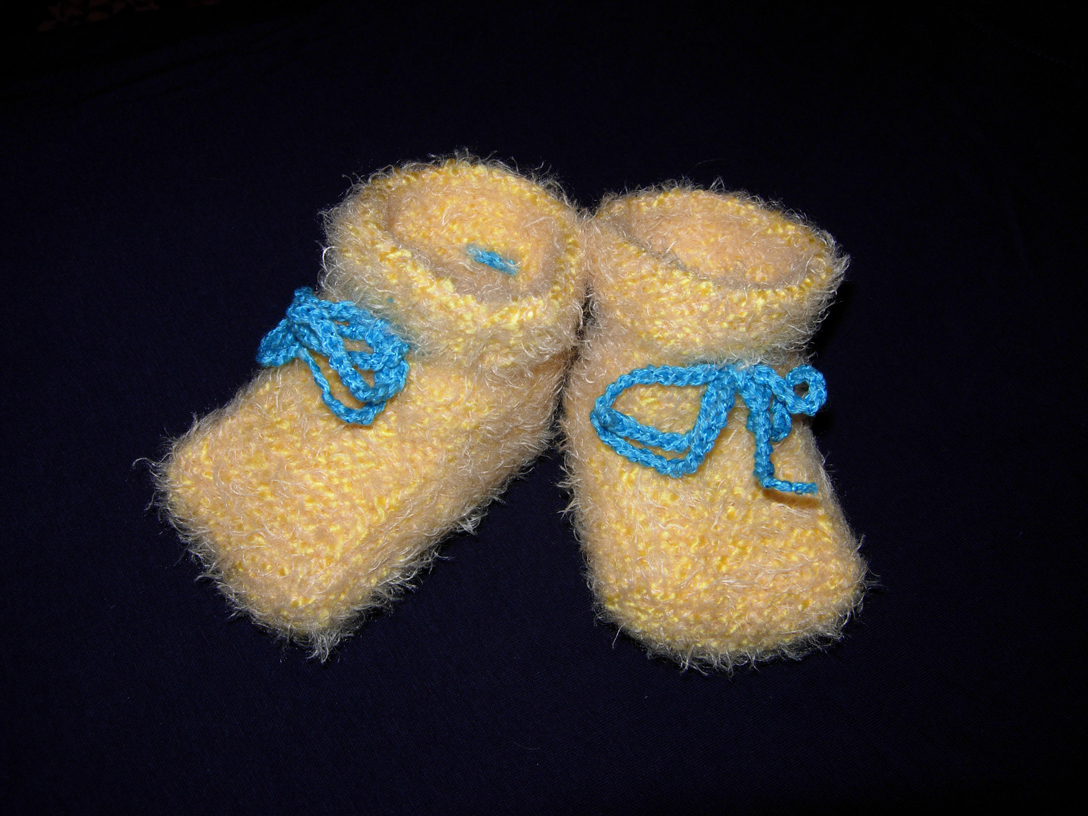
Дитячі в'язані пінетки

Пінетки — легкі в'язані декоративні черевики для грудних дітей віком до одного року.
Пінетки зазвичай в'яжуть гачком або спицями. Щоб матеріал пінеток не подразнював шкіру дитини, перевага при в'язанні надається бавовняним ниткам, ніж вовняним і синтетичним. Існує величезна кількість моделей пінеток, а також способів їх в'язання.